# Lill-Trysslingen
Lill-Trysslingen är en sjö i Laxå kommun i Närke och ingår i Norrströms huvudavrinningsområde. Sjön har en area på 0,202 kvadratkilometer och ligger 77,8 meter över havet.

## Delavrinningsområde
Lill-Trysslingen ingår i det delavrinningsområde (655228-142570) som SMHI kallar för Nedlagd mätstation. Medelhöjden är 121 meter över havet och ytan är 66,02 kvadratkilometer. Det finns inga avrinningsområden uppströms utan avrinningsområdet är högsta punkten. Spettå som avvattnar avrinningsområdet har biflödesordning 2, vilket innebär att vattnet flödar genom totalt 2 vattendrag innan det når havet efter 276 kilometer. Avrinningsområdet består mestadels av skog (76 procent) och sankmarker (16 procent). Avrinningsområdet har 2,19 kvadratkilometer vattenytor vilket ger det en sjöprocent på 3,3 procent.